# 1445 Konkolya
1445 Konkolya eller 1938 AF är en asteroid i huvudbältet, som upptäcktes den 6 januari 1938 av den ungerska astronomen György Kulin i Budapest. Den har fått sitt namn efter Nicolaus von Konkoly Thege.
Asteroiden har en diameter på ungefär 20 kilometer och den tillhör asteroidgruppen Themis.